# Фільтрат

Розвантаження фільтрату і кеку (осаду) дискового вакуум-фільтру.

Фільтрат (англ. filtrate, нім. Filtrat n) — рідина, що пройшла через фільтрувальну перетинку у процесі фільтрування. Фільтрат виділяють на всіх фільтрах, що використовуються для зневоднення — вакуум-фільтрах, фільтр-пресах, у патронних фільтрах, дискових фільтрах тощо.